# William Kristol

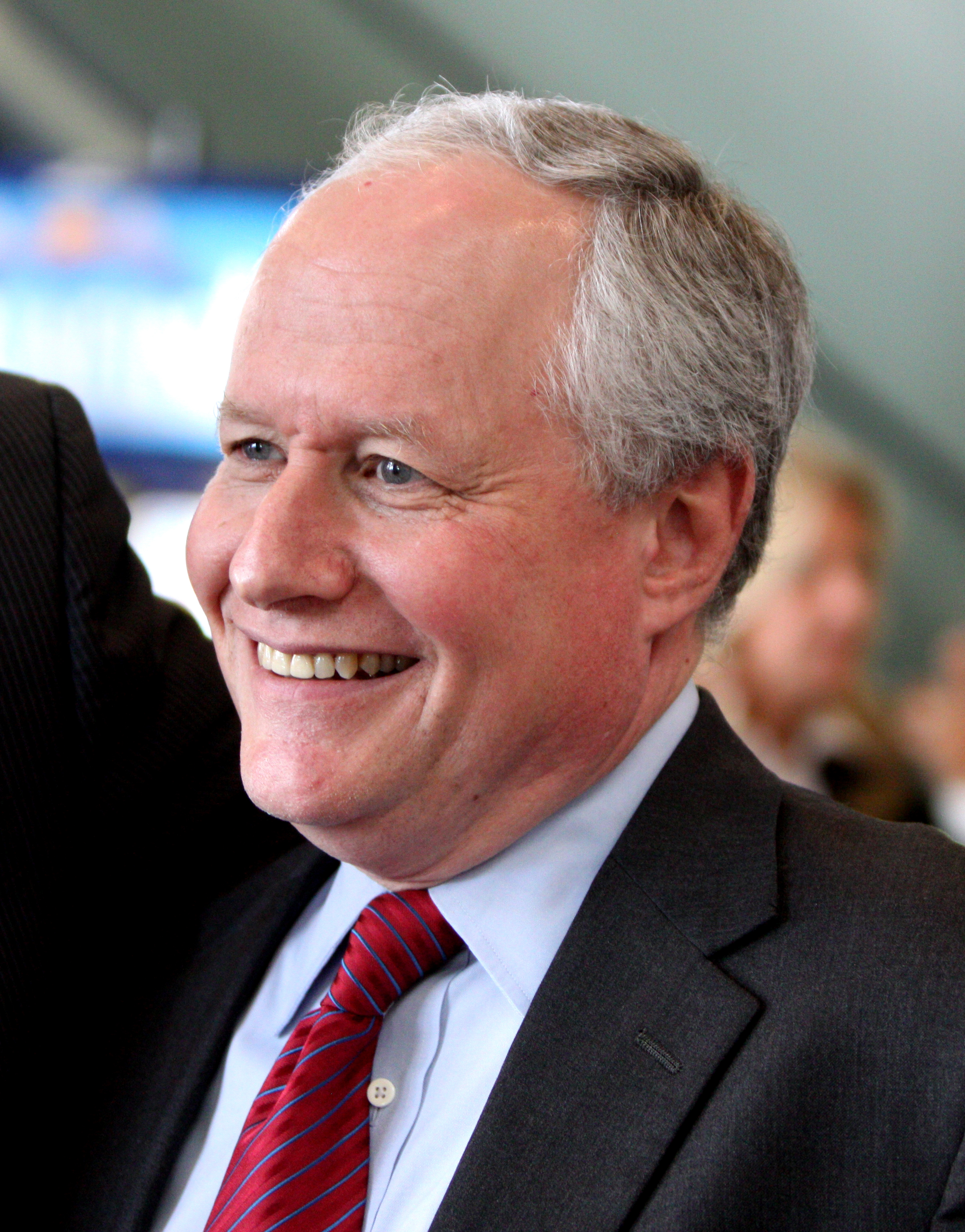
Bill Kristol (2011)

William „Bill“ Kristol (* 23. Dezember 1952 in New York City) ist ein US-amerikanischer politischer Kommentator und Kolumnist.
Kristol ist Sohn von Gertrude Himmelfarb und deren Gatte Irving Kristol. Er wird wie sein Vater zu den bedeutendsten Protagonisten des Neokonservatismus in den USA gezählt. Kristol setzt sich leidenschaftlich für Israel ein und plädiert für die militärisch gestützte Hegemonie der USA weltweit sowie für die umfassende Revision des Völkerrechts (s. Neue Weltordnung).
Bereits seit 1991 sprach er sich vehement für die Entmachtung Saddam Husseins aus, den er – wie er im Gespräch mit Charles Krauthammer offenbarte – lieber tot als interniert gesehen hätte.

## Leben
Kristol wuchs in Manhattan auf. Der 1979 promovierte Politikwissenschaftler, dessen Interesse an politischen Themen bereits im Alter von zwölf Jahren erwachte (damals unterstützte er Daniel Patrick Moynihan bei dessen Kandidatur für den Stadtrat), absolvierte seine akademische Ausbildung an der Harvard University (Bachelor 1973).
Wie viele Neokonservative stand er zunächst den Demokraten nahe; unter anderem unterstützte er Hubert H. Humphrey und „Scoop“ Jackson in deren Wahlkämpfen. Jackson galt als ausgewiesener Falke und Bellizist und wurde wegen seiner sehr engen Beziehungen zum größten US-Luftfahrtskonzern „Senator from Boeing“ genannt; für den „rightwinger's rightwinger“ der Demokraten arbeitete etwa zeitgleich auch Richard Perle. 1976 wechselte Kristol zu den Republikanern, worin ihm Mitte der 1970er Jahre viele Neocons folgten. Er lehrte kurze Zeit Politik an der University of Pennsylvania und an der Kennedy School of Government der Harvard-Universität. Ab 1985 arbeitete er während der Präsidentschaft von Ronald Reagan im US-Bildungsministerium unter Minister William Bennett, wo er bald zum Stabschef aufstieg. Nach der Wahl von George Bush zum US-Präsidenten 1988 wurde Kristol Stabschef des Vizepräsidenten Dan Quayle, womit er zum Executive Office des Präsidenten gehörte. In Anspielung auf Quayles oft als unterentwickelt bezeichnete rhetorische und intellektuelle Fähigkeiten (er war der bei weitem meist karikierte und persiflierte Politiker jener Jahre; u. a. gab es parodistische TV-Shows) verspottete die den Demokraten nahestehende Zeitschrift The New Republic Kristol als „Dan Quayle's Brain“.
Nach der Niederlage Bushs in der Präsidentschaftswahl 1992 wurde er Fernsehkommentator bei ABC. Angeheuert hatte ihn Dorrance Smith, der ehemalige Communications Director des abgewählten Bush sen. 1994 wandte er sich an Rupert Murdoch mit dem Ansinnen, sein geplantes konservatives Magazin The Weekly Standard zu verlegen. 1998 verlor Kristol seinen Job bei „This Week“ von ABC; er ließ sich von anderen TV-Networks beschäftigen und startete eine lukrative Karriere als Redner. Kristol war Vorsitzender des Project for the Republican Future von 1993 bis 1994, 1993 war er zudem bei der Lynde and Harry Bradley Foundation in Milwaukee tätig, die u. a. konservative Denkfabriken wie das American Enterprise Institute finanziert. William Kristol saß in der zweiten Hälfte der 90er Jahre auch zwei Jahre lang in einem Beraterkomitee für den damals in arge Turbulenzen geratenen Konzern Enron, das vom damaligen Vorstandsvorsitzenden Kenneth Lay einberufen worden war.
Kristol war zusammen mit Robert Kagan auch Mitbegründer und stellvertretender Direktor des Project for the New American Century (PNAC). Schon vorher hatte er maßgeblichen Anteil an der Ausarbeitung und -formulierung der federführend von Paul Wolfowitz verantworteten Bush-Doktrin. In seinem zusammen mit Kagan in der weltweit als führend geltenden Fachzeitschrift „Foreign Affairs“ im Juli/August 1996 veröffentlichten Beitrag Toward a Neo-Reaganite Foreign Policy sahen viele die „Blaupause“ der Politik von Präsident George W. Bush. 1997 riefen die beiden Autoren das PNAC ins Leben, das 2006 aufgelöst wurde. Seine Nachfolgeorganisation Foreign Policy Initiative (FPI) gründete William Kristol zusammen mit Robert Kagan und Dan Senor im Jahre 2009 und gehörte seitdem bis zum Rückzug ihres Finanziers Paul Singer im Jahre 2017 ihrem Aufsichtsrat an.
Kristol war dagegen, Donald Trump als Präsidentschaftskandidaten der Republikaner zu nominieren, und kritisierte Trump während dessen Amtszeit mehrfach. Für die Präsidentschaftswahl 2020 brachte er John Kasich als republikanischen Kandidaten in Stellung.